# Governo Cavour IV
Il Governo Cavour IV è stato il primo esecutivo del neonato Regno d'Italia, ma il quarto tra quelli guidati dal conte. 
Esso si è formato in seguito alle dimissioni di cortesia del precedente governo in occasione della Proclamazione del Regno d'Italia e delle prime elezioni politiche italiane, ed è stato in carica dal 23 marzo al 12 giugno 1861 (sebbene dimissionario già dal 6 giugno, a causa della morte dello statista piemontese), per un totale di 81 giorni, ovvero 2 mesi e 20 giorni.
Questo esecutivo è stato altresì il primo del neonato Regno ad essere stato guidato da un membro della Destra storica (che già aveva governato, invece, la maggior parte delle volte nel precedente Regno di Sardegna).

## Compagine di governo

### Appartenenza politica
| Partito | Partito                 | Presidente | Ministri | Totale |
| ------- | ----------------------- | ---------- | -------- | ------ |
|         | Destra storica          | 1          | 7        | 8      |
|         | Indipendente (politica) | -          | 2        | 2      |

### Provenienza geografica
La provenienza geografica dei membri del Consiglio dei ministri si può così riassumere:
| Regione        | Presidente | Ministri | Totale |
| -------------- | ---------- | -------- | ------ |
| Piemonte       | 1          | 1        | 2      |
| Emilia-Romagna | -          | 2        | 2      |
| Toscana        | -          | 2        | 2      |
| Calabria       | -          | 1        | 1      |
| Campania       | -          | 1        | 1      |
| Sicilia        | -          | 1        | 1      |

### Situazione parlamentare
NOTA: Ai tempi del Regno d'Italia, poiché secondo lo Statuto Albertino il governo rispondeva nei fatti al solo Re, la fiducia parlamentare in senso moderno non era obbligatoria (ed in tal senso vari sono stati i casi di formazione di un governo palesemente privo di tale supporto). La prassi di determinare la sopravvivenza dell’esecutivo in base al supporto parlamentare, dunque, si è andata sviluppando solo successivamente, specie con l’ascesa dei partiti di massa e con l’introduzione del sistema proporzionale, in tempi molto più tardi rispetto all’unità, ed ufficialmente solo con la Costituzione della Repubblica Italiana. Per questo motivo, il grafico sottostante espone, secondo ricostruzioni e dichiarazioni, nonché secondo la composizione del governo, l’eventuale supporto che questo avrebbe o ha ottenuto.
| Camera              | Collocazione | Partiti                | Seggi     |
| ------------------- | ------------ | ---------------------- | --------- |
| Camera dei deputati | Maggioranza  | PLC (342), IND (23)    | 365 / 443 |
| Camera dei deputati | Opposizione  | DEM (62), ER-Pd'A (14) | 78 / 443  |

## Composizione
| Carica                                    | Titolare                              | Titolare                                            | Titolare                                                           |
| Presidenza del Consiglio dei ministri     | Presidenza del Consiglio dei ministri | Presidenza del Consiglio dei ministri               | Presidenza del Consiglio dei ministri                              |
| ----------------------------------------- | ------------------------------------- | --------------------------------------------------- | ------------------------------------------------------------------ |
| Presidente del Consiglio dei ministri     |                                       |                                                     | Camillo Benso, conte di Cavour (Destra storica)                    |
| Ministro senza portafoglio                |                                       |                                                     |                                                                    |
| Ministro senza portafoglio                |                                       |                                                     | Vincenzo Niutta (Indipendente)                                     |
| Ministero                                 | Ministri                              | Ministri                                            | Ministri                                                           |
| Affari Esteri                             |                                       |                                                     | Camillo Benso, conte di Cavour (Destra storica)                    |
| Agricoltura, Industria e Commercio        |                                       |                                                     | Giuseppe Natoli (Destra storica)                                   |
| Lavori Pubblici                           |                                       |                                                     | Ubaldino Peruzzi (Destra storica)                                  |
| Interno                                   |                                       |                                                     | Marco Minghetti (Destra storica)                                   |
| Pubblica Istruzione                       |                                       |                                                     | Francesco De Sanctis (Destra storica)                              |
| Guerra                                    |                                       |                                                     | Manfredo Fanti (Indipendente)                                      |
| Marina                                    |                                       |                                                     | Camillo Benso, conte di Cavour (Destra storica)                    |
| Finanze                                   |                                       |                                                     | Saverio Francesco Vegezzi (Destra storica) (fino al 3 aprile 1861) |
| Finanze                                   |                                       | Pietro Bastogi (Destra storica) (dal 3 aprile 1861) |                                                                    |
| Grazia e Giustizia e Affari Ecclesiastici |                                       |                                                     | Giovanni Battista Cassinis (Destra storica)                        |

## Cronologia

### 1861
- 23 marzo - In seguito all’approvazione della L. 17 marzo 1861, n. 4671, con cui si dava atto della Proclamazione del Regno d'Italia ed alle conseguenti dimissioni di cortesia del Conte Cavour, il Re Vittorio Emanuele II di Savoia conferisce nuovamente al Presidente del Consiglio uscente l’incarico di formare un governo.
- 6 giugno - Muore il Conte Cavour: il governo, privo del Presidente del Consiglio, viene dimissionato dal Re con l’affidamento dell’incarico di formare un nuovo governo a Bettino Ricasoli.
- 12 giugno - Con la formazione del nuovo governo, si conclude formalmente l’ultimo esecutivo cavouriano.